# Noemia mindanaoensis
Noemia mindanaoensis là một loài bọ cánh cứng trong họ Cerambycidae.